# Sel de Maldon

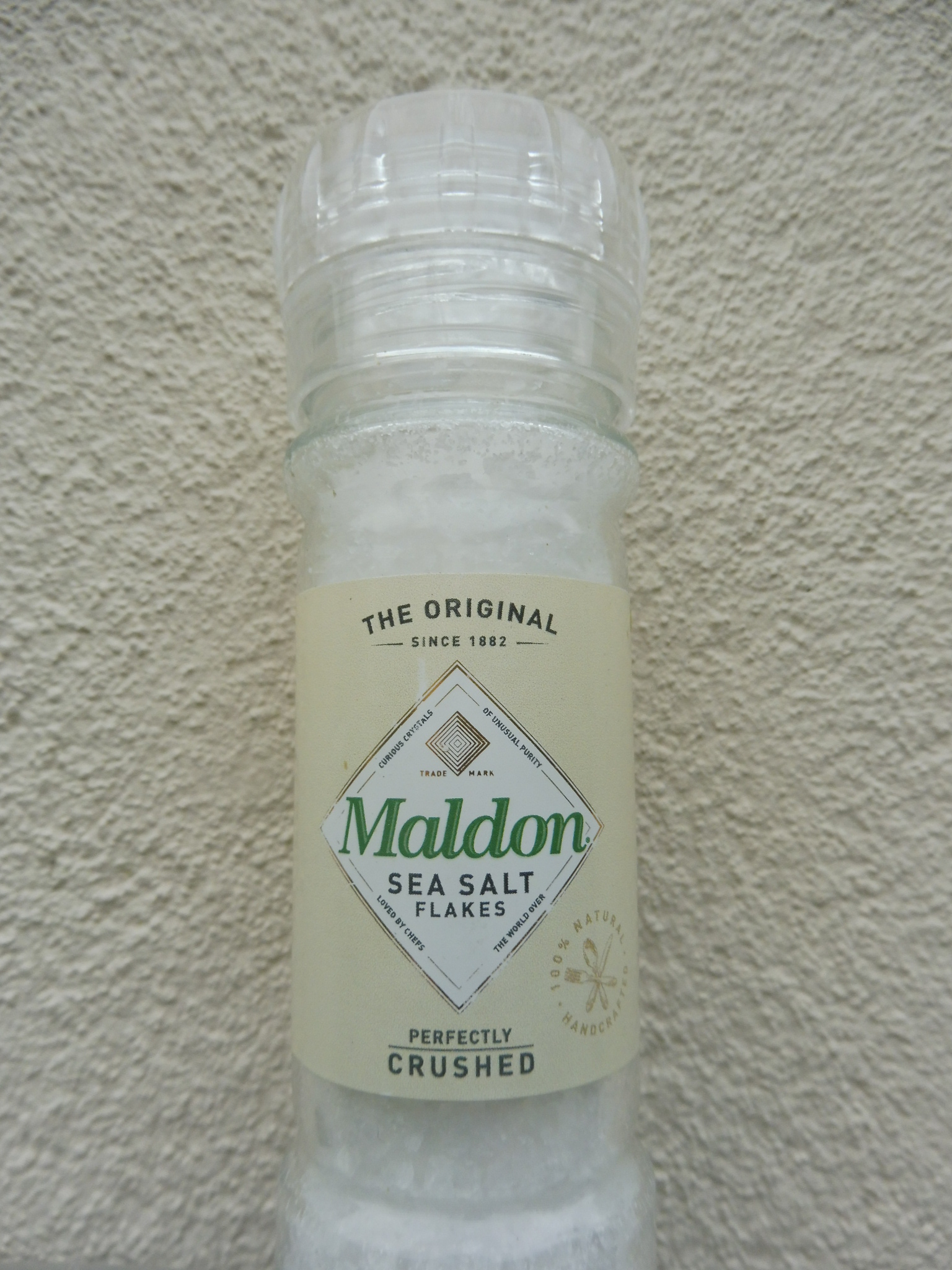
flocons non-fumés de sel de Maldon

Le sel de Maldon est une spécialité de sel marin alimentaire de Maldon (Essex) à partir des eaux à la forte salinité de l'estuaire de la rivière Blackwater (notamment grâce à une marée permanente accompagné d'un bas niveau de précipitations).

## Histoire
Les marais salants délimités en argile remontent à deux millénaires. Depuis 1882, il est fabriqué par la Maldon Salt Company

## Fabrication
Sa production est répartie en trois étapes : afin de la libérer des impuretés, l’eau de mer est d’abord filtrée puis portée à ébullition, l’eau de mer est chauffée jusqu’à la formation des cristaux de sel et une fois égouttés et séchés, les cristaux sont conditionnés.

## Singularités
C'est l'un de rares sels dont les cristaux sont de forme pyramidale.
Sa faible teneur en magnésium lui confère un gout peu amer.
Il est également réputé pour son association aux viandes rouges.